# Данилевич, Иво
Иво Данилевич (чеш. Ivo Danilevič; род. 10 апреля 1970, Яблонец-над-Нисоу, Северочешский край) — чешский бобслеист, пилот, выступавший за сборную Чехии с 1996 года по 2010-й. Участник трёх зимних Олимпийских игр, чемпион Европы, неоднократный победитель национального первенства, различных этапов Кубка мира и Европы. Ныне — главный тренер сборной Нидерландов.

## Биография
Иво Данилевич родился 10 апреля 1970 года в городе Яблонец-над-Нисоу, Либерецкий край. Бобслеем начал заниматься в 1995 году, год спустя прошёл отбор в национальную сборную, присоединившись к ней в качестве пилота. Первое время не показывал сколько-нибудь значимые результаты, но с течением времени быстро прогрессировал и вскоре стал принимать участие в крупнейших международных соревнованиях, в частности, дебютировал на Кубке мира. Благодаря череде удачных выступлений удостоился права защищать честь страны на Олимпийских играх 2002 года в Солт-Лейк-Сити, где вместе с разгоняющим Романом Гомолой финишировал шестнадцатым среди двоек и пятнадцатым среди четвёрок.
Следующие три сезона Данилевич держался в двадцатке сильнейших бобслеистов мира, в 2005 году съездил на чемпионат мира в канадский Калгари, занял семнадцатое место в программе двухместных экипажей и одиннадцатое в программе четырёхместных. Набрав достаточное количество рейтинговых очков, в 2006 году отправился соревноваться на Олимпиаду в Турин, однако выступил там немногим лучше прошлого раза — был шестнадцатым с двойкой и четырнадцатым с четвёркой. Наиболее успешным в его карьере оказался 2007 год, когда он с двойкой одержал победу на чемпионате Европы в итальянском Кортина-д’Ампеццо и в той же дисциплине занял девятое место на чемпионате мира в швейцарском Санкт-Морице, показав свой лучший результат на мировых первенствах.
В следующих сезонах продолжил выступать на высоком уровне, но из-за высокой конкуренции вынужден был участвовать в менее значимых стартах вроде Кубка Европы. На чемпионате мира 2008 года в немецком Альтенберге с двухместным экипажем боролся за медали и вплотную приблизился к призовым местам, но после второго заезда очутился лишь на шестой позиции, при этом с четвёркой финишировал двенадцатым. Последним крупным турниром для него стали Олимпийские игры 2010 года в Ванкувере, где вместе с разгоняющим Яном Стоклаской он занял тринадцатую строку в двойках и двенадцатую в четвёрках. Сразу после этих соревнований Иво Данилевич принял решение завершить карьеру профессионального спортсмена, уступив место молодым чешским бобслеистам. В том же году был назначен главным тренером сборной Голландии, занимает эту должность по сей день.